# (32985) 1996 XN3
1996 XN3 (asteroide 32985) é um asteroide da cintura principal. Possui uma excentricidade de 0.20357720 e uma inclinação de 7.88317º.
Este asteroide foi descoberto no dia 1 de dezembro de 1996 por Spacewatch em Kitt Peak.